# Солнечне сільське поселення (Совєтський район)
Со́лнечне сільське поселення (рос. Солнечное сельское поселение) — муніципальне утворення у складі Совєтського району Марій Ел, Росія. Адміністративний центр — селище Солнечний.

## Населення
Населення — 2521 особа (2019, 2912 у 2010, 2894 у 2002).

## Склад
До складу поселення входять такі населені пункти:
| Населений пункт     | Населення, осіб (2002) | Населення, осіб (2010) |
| ------------------- | ---------------------- | ---------------------- |
| Голубий, селище     | 430                    | 428                    |
| Зелена Роща, селище | 170                    | 141                    |
| Луговий, селище     | 52                     | 44                     |
| Солнечний, селище   | 1456                   | 1317                   |
| Ясний, селище       | 786                    | 982                    |